# 软件工程主题列表
软件工程主题列表是為軟件工程主條目提供一个概览、简介和补充。而软件工程是应用系统化、规范化、可量化的工程方法于软件的整个生命周期，包括开发、运行及维护。

## 对社会的影响
软件工程师透过创造应用系统而影响整个社会。这些应用系统为用户创造价值但有时候也会造成风险或灾难。

### 应用
软件工程师建立应用软件给人们使用。工程应用通过激励开发者以新的方法解决问题来影响软件工程.比如，消费者用的软件强调低成本，医用软件强调高质量，而互联网商业软件重视如何能快速的发展.

#### 系统软件
- 操作系统
  - 嵌入式
  - 图形
  - 多任务处理
  - 实时
- 网络 和 互联网
  - 域名系统（DNS）
  - 通信协议
  - 路由器
- 文件
  - FTP
  - 档案分享
- 数据库与数据库系统，支持几乎所有领域
  - 实验室资讯系统，实验室数据的管理
  - 管理资讯系统，财务及人事数据的管理
- 嵌入系统：由於嵌入系统的特殊性，不論是軟件工程師或傳統的工程師都會參與編寫嵌入系统的控制系統。

#### 编程与开发工具
- 编译器
  - 数据分析器
  - 优化器
  - 解释器
  - 连接器
  - 加载器
- 集成开发环境 (IDEs)
- 调试器 (Debuggers)
- 版本控制系统

#### 应用软件
生产力与办公软件：
- 分析
  - 数据采集，与数据库关系密切
  - 决策支持系统
  - 日历 - 排程及协调
  - 联络经理
- 办公套件
  - 文字处理
  - 电子表
  - 演示

互联网与通信应用：
- 互联网
  - 浏览器
  - 服务器
- 通信
  - 电子邮件
  - 即时通信
  - 網上語音服務
  - 电话软件

设计与媒体软件：
- 电脑辅助设计（CAD）
- 电脑图像
  - 动画
  - 特别效果 为视频或电影服务
  - 编辑器
  - 后期处理

企业与商业应用：
- 会计
- 航空公司 订位服务
- 银行业
  - 自动柜员机
  - 支票处理
  - 信用卡
- 商业
  - 贸易
  - 拍卖（EBay）
  - 逆向拍卖
  - 条码扫描器
  - 汽车软件
  - 航空电子学软件
  - 供暖，通风和空调（HVAC）軟體
  - 医疗设备软件
- 物流业
  - 供应链管理
- 制造业
  - 电脑辅助生产（CAM）
  - 分布式控制系统（DCS）
- 金融
  - 债券市场
  - 期货市场
  - 股票市场

科学与工程软件：
- 科学
  - 基因组学
- 工程：所有傳統工程分支都已經大量採用軟件來協助日常工作。工程師用試算表比用計數機更多，而對於其產品的設計，例如路橋和大型電力裝置等，電腦輔助設計更是不可少，並配合上特別設計的軟件來進行設計，分析及模擬等各種活動。這些計劃與軟件在多方面有相似之處，除了因為工作的結果包含了電子文件以外，計劃亦經歷了分析／設計／實踐和測試四個階段。
  - 电子设计自动化（EDA）
  - 数值分析
  - 模拟

艺术、娱乐与游戏：
- 音乐
  - 音响效果
  - 音乐合成
- 游戏
  - 扑克
  - 多人参与冒险游戏
  - 视频游戏

其他基础或支持软件：
- 密码学
- 机器人
- 信号分析
  - 图像处理，视觉信息的编码解码
  - 信号处理，信号的编码解码
  - 语音处理
  - 文字识别
  - 笔迹辨认
- 模拟，支持几乎所有领域
- 可视化，支持几乎所有领域
  - 体系架构
- 投票系統

### 风险或灾难
软件曾是许多著名灾害的重要原因。
- 阿丽亚娜-5运载火箭
- 火星探测器
- 丹佛国际机场
- Therac-25 - 因软件设计时的缺陷造成六起医疗事故的一种放射治疗机器。

## 技术和实践
有技术的软体工程师运用技术及不同范畴的实践来改进生产力及质素。从而编程更快更容易。下列的技术和方法是在生产中天天被使用到的。

### 软件工程主题
许多技术和做法（几乎所有）是软件工程所特有的，尽管其中很多与计算机科学是共同的。

#### 核心概念
- 算法与数据结构：作为计算机科学的核心，算法是解决问题的分步程序，而数据结构（如数组、链表、树和图）则是组织和存储数据的方法，以便这些算法能够高效地使用它们。
- 计算理论： 该领域从数学角度探索计算机的基本能力和局限性。它探讨哪些问题可被解决（可计算性理论）以及解决这些问题所需的时间或内存（复杂度理论）。
- 计算机系统结构：该领域关注计算机系统的内部结构与组织。它涵盖CPU、内存（RAM）和存储等组件的设计方式，以及它们在低级别上的交互方式，包括数据在二进制中的表示形式。
- 编程语言与范式：该领域涉及用于编写计算机指令的工具。它包括不同的编程范式——如过程式、面向对象和函数式编程——以及各种语言的语法和语义（如Python、C++、Java）。
- 设计模式——對軟件設計中給定上下文中常見問題的一般可重用解決方案
  - 反模式

#### 软件开发过程和方法 (电脑科学)
- 敏捷软件开发
  - 敏捷软件开发
  - Crystal
  - 极限编程
  - 精益软件开发
  - Scrum
- 重量级
  - Cleanroom
  - ISO/IEC 12207（英语：ISO/IEC 12207），软件生命周期过程
  - ISO 9000和ISO 9001
  - RUP
- 过程评价框架
  - CMM和CMMI
  - ISO/IEC_15504（SPICE）

#### 编程范式
- 面向方面的程序設計（面向方面的编程）
- 功能分解
- 面向对象程序设计（面向对象的编程）
- 结构化程序设计

#### 支持与相关领域
- 软件需求管理
- 软件质量保证
- 项目管理

##### 数据库
- 层次结构式数据库
- 对象数据库
- 关系数据库
- SQL/XML
- SQL

##### 软件开发工具
- 配置管理和源码管理
  - 并行版本系统
  - 编译
  - 修订控制系统
- 编辑器
  - IDE
  - 文字编辑器
  - 文字处理器

##### 库
- 软件部件

##### 程序设计语言
- 程式語言列表
- 腳本語言
- COBOL
- C
- C++
- C#
- Fortran
- Java
- Perl
- PHP
- Python
- Tcl
- Visual Basic

##### 设计语言
- 统一建模语言

##### 系统平台
平台结合了计算机的硬件和操作系统。平台变得越来越强大和廉价的同时，操作和工具被更广泛地使用。
- BREW
- 克雷超级计算机
- DEC微型计算机
- IBM大型机
- Linux PC
- Mac OS和Mac OS X PC
- Microsoft .NET 网络软件平台
- Palm OS PDA
- Sun工作站
- Windows PC（Wintel）

##### 其他應用
- 通訊
- 结对编程
- 代码重构
- 軟體檢查（Software inspection）/代码审查
- 代码复用
- 系統整合（Systems integration）
- 團隊合作
- 軟體驗證及確認

##### 其他工具
- 決策表（英语：Decision table）
- 軟件特色（英语：Software feature）
- 用户故事
- 用例

### 電腦科學主題
- 操作系统（OS）：操作系统是管理计算机硬件和软件资源的核心软件。关键概念包括进程管理、内存管理、文件系统和并发性。
- 计算机网络：该领域涵盖使计算机能够相互通信的原则和协议。核心主题包括TCP/IP模型、路由和互联网架构。
- 数据库：该领域专注于高效可靠地存储、组织和检索海量数据的原则。其中包括关系模型、SQL等查询语言以及新兴的NoSQL系统等概念。
- 人工智能（AI）与机器学习（ML）：一个致力于创建能够执行需要人类智能任务的系统的广泛领域。机器学习作为人工智能的子领域，专注于开发能够从数据中学习模式并进行预测的算法。
- 计算机图形学：研究利用计算机创建和处理视觉图像的学科，涵盖从渲染2D/3D图像到动画和模拟的各个方面。
- 密码学与安全：该领域致力于保障信息和系统的安全。密码学提供安全通信的技术，而更广泛的安全领域则涵盖防御系统免受攻击和漏洞的影响。
- 排序算法——算法,按照一定的顺序列表的元素
- 編譯器理論

### 數學主題
離散數學（Discrete mathematics）是軟件工程學的重要基石。
- 集合

其他
- 統計學

## 外部連結
- 專業組織
  - British Computer Society （页面存档备份，存于）
  - Association for Computing Machinery （页面存档备份，存于）
  - IEEE Computer Society （页面存档备份，存于）
- Professionalism
  - SE Code of Ethics （页面存档备份，存于）
  - Professional licensing in Texas （页面存档备份，存于）
- Education
  - CCSE Undergraduate curriculum （页面存档备份，存于）
- 一般組織
  - IEEE Software Engineering Standards （页面存档备份，存于）
  - Internet Engineering Task Force （页面存档备份，存于）
  - ISO
- 政府組織
  - European Software Institute （页面存档备份，存于）
  - Software Engineering Institute （页面存档备份，存于）
- Agile
  - Organization to promote Agile software development （页面存档备份，存于）
  - Test driven development （页面存档备份，存于）
  - Extreme programming （页面存档备份，存于）
- Other Organizations
  - Online community for software engineers
- Demographics
  - U.S. Bureau of Labor Statistics on SE （页面存档备份，存于）
- Surveys
  - David Redmiles page from the University of California site （页面存档备份，存于）
- 其他
  - Full text in PDF from the NATO conference in Garmisch （页面存档备份，存于）
  - Computer Risks （页面存档备份，存于） Peter G. Neumann's risks column.